# 富邦併北銀案
富邦案，亦稱富邦併北銀案、富邦銀行併吞台北銀行案。此案是馬英九擔任台北市市長（2002年）時發生，然而此併購案事前未經台北市議會同意。除此之外，尚未併吞台北銀行的富邦金控即便加上富邦銀行的資產，其總資產規模仍只有台北銀行的一半不到，但最終竟能上演小吃大，將規模大自己超過1倍的台北銀行納入成為自身集團的子公司，改名為台北富邦銀行。二次金改中間並衍生出非常多問題
隨後媒體揭露，台北市政府在沒公開遴選、招標及簽約的情況下，直接下令由富邦集團代理台北市市庫。台北市政府將自身平均月存量約6、7百億元的公款存在富邦銀行、更甚者，舉凡台北市政府存放於富邦銀行低於60億元的帳目，台北市政府同意富邦銀行不必支付利息。此舉亦遭非議指台北市政府放任市產縮水。
民主進步黨連續在2004年、2008年與2012年中華民國總統選舉中提出質疑馬英九涉嫌賣市產圖利私人財團的金融合併案。台北地檢署在檢察長邢泰釗指示下，針對馬英九所涉富邦併北銀案已經啟動偵辦，馬英九出訪回國後，傳喚馬到案說明。
蔡明忠否認捐1,500萬元政治獻金給馬英九，但民進黨舉「98年矚金重訴字第一號 《洗錢防制法》等」案的審判筆錄，顯示蔡明忠表示「當時《政治獻金法》已經通過，我印象所及我們是有捐款給國民黨，並且也取得收據，金額應該是1500萬」（馬英九當時未擔任國民黨主席）。
此疑似併購圖利案還疑似爆發內線交易案外案，台北地檢署在2002年曾分他案偵辦，但後來併由特偵組前身的高檢署查黑中心分別在2004年、2008年查無不法後簽結。事後特偵組還將北市財政局前局長李述德等5人發交北檢續查，2009年全案不起訴。特偵組發言人陳宏達表示：「魚翅宴案屬舊聞炒冷飯，當初告發的都是至今仍在批罵的人，簽結時他們都收到通知，未表異議，卻一再舊案重提，等於在浪費司法資源。」最高法院檢察署檢察總長黃世銘表示富邦金控政治獻金案已於2011年8月28日剪報分案，由特偵組先了解、釐清。

## 時間
- 2002年8月8日，富邦集團標下台北市政府所擁有的台北銀行股權，後於2005年與旗下原有的富邦銀行合併為台北富邦銀行。
- 2002年9月16日，富邦為慶祝合併案簽約完成，邀請高盛證券人員及台北市府相關人等在富邦產險大樓12樓招待所宴客。
- 2003年2月27日，換高盛證券慶祝合併交易完成，邀請富邦人員與台北市府相關人等在信義富邦住戶聯誼廳餐聚。
- 2003年8月11日，因合併案簽約滿周年，由富邦邀宴高盛證券人員、金融界人士與市長在信義富邦住戶聯誼廳慶祝[6][7]。
- 2004年由民進黨籍台北市議員徐國勇等人告發，5月後由北檢偵結查無不法後簽結。
- 2008年中華民國總統大選中，再度由民進黨籍台北市議員簡余晏等人告發，特偵組偵結查無不法後簽結，並將北市財政局前局長李述德等5人發交北檢續查，2009年全案不起訴。
- 2011年中華民國總統大選中，再度由民主進步黨籍總統候選人蔡英文陣營的台北市議員簡余晏、李建昌、莊瑞雄和徐佳青等再度提及質疑此案，特偵組分「他字案」調查[8]中。2012年3月9特偵組簽結。

## 民進黨質疑
在馬英九擔任臺北市市長時，由臺北市政府出資成立、且體質與獲利能力都比富邦銀行好的台北銀行於2002年馬英九卸任前被富邦金控換股合併為台北富邦商業銀行，遭質疑蔡明忠家族數度在私人招待所請馬英九吃魚翅宴、並捐款給國民黨1,500萬元，與北市府賤價賣市產有對價關係（如：44個黃金地段的房地產竟是以最早至1974年的「早年買入價格」來計算，以古亭分行為例，竟以1977年的房地購入價格出售，29坪的羅斯福路三段房產竟只以448萬元計價，總計至少比合理市值低估60億），讓小銀行「蛇吞象」，以「白米換番薯」將金雞母台北銀行產權移轉給富邦，導致市庫大縮水。民進黨因此質疑馬英九「拿人手短、吃人嘴軟」「難道就沒有道德瑕疵，就沒有瓜田李下嗎？」
此外，北市府擁有十五％的富邦金控股權只有兩席董事，蔡家有十七％股權卻有七席董事，造成北市府在整體決策中毫無置喙餘地。

## 其他質疑
當時的北銀董事長廖正井也曾表示不滿，認為合約不合理、有重大瑕疵。2011年廖正井則表示，法律已經還給馬英九清白。
時任市議員的藍營立委費鴻泰就曾公開質疑為何合併案形同處分市府資產，卻事先未經議會政策辯論同意就簽約，無法確保市府（股東）獲利，費鴻泰更曾在質詢馬市長時，批評該合併案是「在賤賣、在雙手奉送台北銀行給蔡家」。2011年費鴻泰表示經過市府官員的說明後，已同意的這項合併案。
同為總統選舉候選人的宋楚瑜則質疑當年擔任臺北市長的馬英九說「富邦案的關鍵，不在富邦集團是否有捐款給國民黨或馬英九，而在於社會嚴重關切的是北銀這樣的國產，是不是可以這樣『低價賤賣』？北銀合併的問題，絕不是小事情。」

## 馬陣營的回應
在民進黨總統參選人蔡英文於公辦辯論會質疑富邦併北銀涉弊後，國民黨總統參選人馬英九於星期一上班日(2011年12月19日)即主動召開記者會說明。會中提及《台北銀行與富邦合併，是當時非常成功的一個合併案，台北市擁有富邦4成多股權，讓台北市增加新台幣100億元價值，股東價值則增加200億元。》「台北市在民國88年經營台北銀行時，收到股利是9.5億元...，民國94年19億元。」「整個過程很乾淨，之後有餐會，在業者來講是一個慣例，當時在這種情況下，台北市由主管的首長參加，沒有私下承諾任何事。」「媒體詢問拒絕富邦政治獻金的原因，總統表示，因為台北市有台北銀行與富邦的換股合併案，所以不能接受任何跟他們有企業往來關係者的捐款，這是自己在台北市立下的規矩，依循他在法務部長任內定下的廉政倫理規範。」
臺北市財政局表示，《 公司大小 是依淨值而不是總資產，資產大負債也多，總資產必須減去總負債來定公司大小。併購 算的是市值，股票在市場的總價值，富邦金大於北市銀。而上市公司的價值反映在市值，資產價值不見得反應市場價值之上，三商銀之前資產大於富邦金，但市價也比富邦金控小。 所以併購案絕無『以小併大』的問題。》
富邦金控確有捐獻高額政治獻金給國民黨，但經二次金改案之判決，蔡明忠在二次金改案審理期間，曾作證捐款給國民黨。據指出，蔡明忠原指2008年捐款，但他在二審期間遞交陳報狀給法院，請求更改為2004年，但法院未作處理。合議庭認為，蔡明忠2004年或 2008年捐款給國民黨與二次金改案無涉，且全案已辯論終結，蔡明忠的證詞不會影響此案。
臺北市財政局表示，《 目前富邦金控董事會共有13席董事，北市府3席，明東實業法人代表6席，獨立董事4席，北市府佔董事席次23.08%，若不算獨立董事，則北市府佔董事席次比例 已達33.33% ，較目前持有的13.11% 股權比例為高。」以此計算，北市府的席次與獨立董事的席次相加已然過半，可達到實質監督的效果。》針對富邦案，臺北市政府財政局為馬英九澄清，財政局長邱大展表示，台北銀行與富邦金控合併，係依《金融控股公司法》及準用《公營事業移轉民營條例》之相關規定，於2002年12月23日以每股36元之換股價格完成股份轉換作業，該價格已將該行之資產（包括行舍）及商譽等價值包含在內。